# CC-01

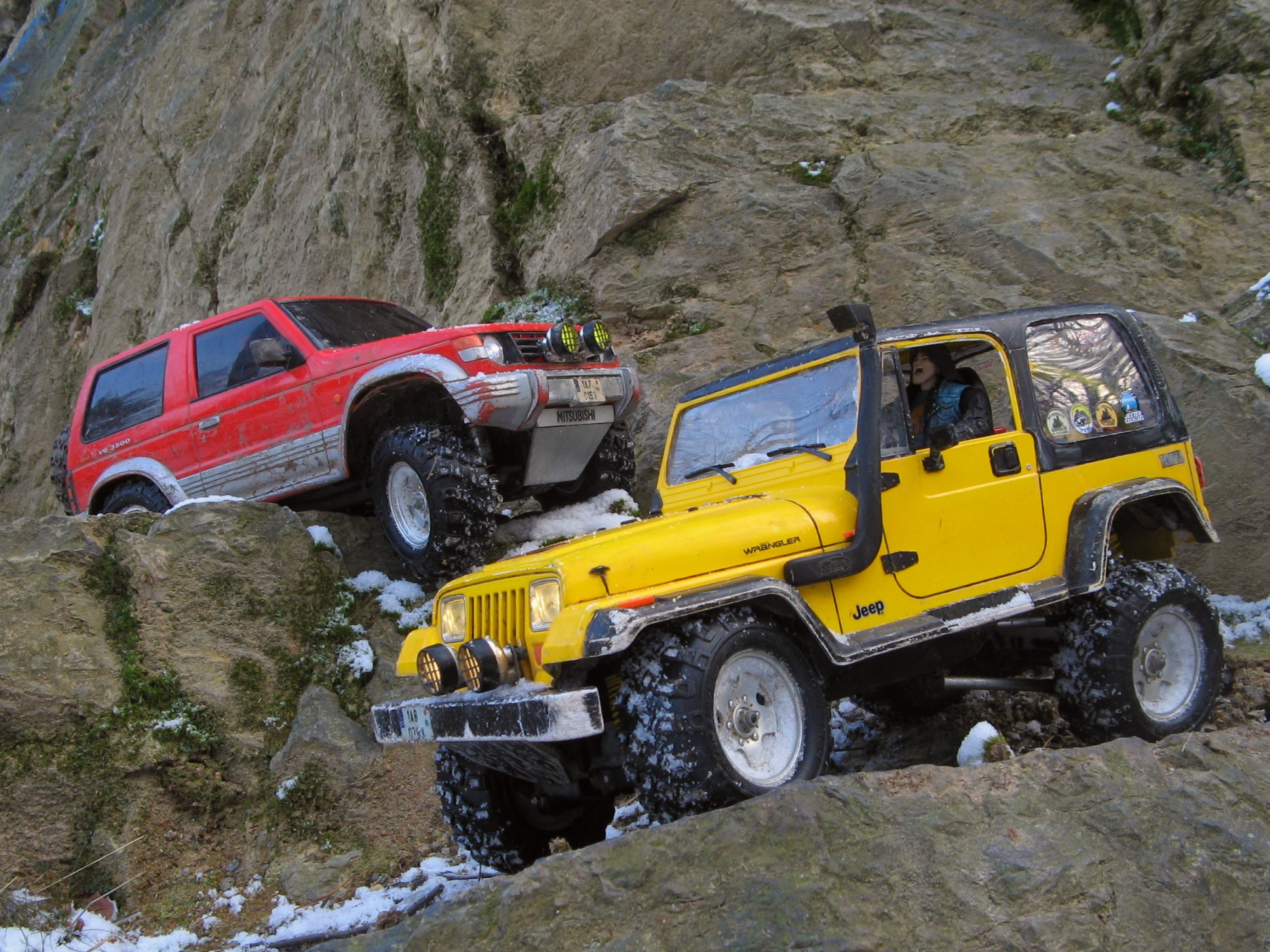
手前がジープ・ラングラー(YJ)、奥が三菱・パジェロ

CC-01とは、タミヤよりリリースされている1/10電動RCカーのシャーシ名称である。

## 概要
2010年の第49回静岡ホビーショーにて新規商品としてメルセデス・ベンツ ウニモグ406・トヨタ・ランドクルーザー40の2種が発表されたのち、CR-01にてラインナップされているフォード ブロンコ 1973も発売された。
シャーシは実車SUVのシャーシを意識したバスタブモノコック構造を採用しており、オンロード、オフロードどちらにも対応できるデュアルパーパスモデルとなっている。
サスペンションはフロントがダブルウィッシュボーン独立懸架、リアが4リンク式ライブアクスルで、これにCVAオイルダンパーが組み合わせられる。
巡航速度は速いが、車重が重いうえに重心が高いシャーシ構成のため、オンロード、オフロードでの走行安定性は著しく低い。このため、どちらかと言えばクロスカントリー的な走行が適しているシャーシと言える。
ホイールベースはボディの設定車種によりリアサスペンションのリンク取り付け位置およびプロペラシャフトの長さ変更で250mm、270mmの2段階に変更可能である。
いすゞミューのローダウン仕様に同梱される車高を落とすための交換パーツも、過去にはパーツキットとして発売されていた。
三菱パジェロ･ラリースポーツは完成品での販売であった。

## ラインナップ
現行モデル (2013年2月現在)
- フォード ブロンコ 1973(ポリカーボネート製ボディ)
- メルセデス・ベンツ ウニモグ406(ポリカーボネート製ボディ)
- トヨタ・ランドクルーザー40(ポリカーボネート製ボディ)
- ジープ・ラングラー(樹脂製ボディ)

絶版モデル
- フォルクスワーゲン・レース・トゥアレグ(ポリカーボネート製ボディ)
- 三菱パジェロ・メタルトップワイド(樹脂製ボディ)※スポット生産でたびたび再発売あり
- いすゞミュー・タイプX(ローダウン仕様･樹脂製ボディ)
- いすゞミュー・タイプX（ノーマル仕様･樹脂製ボディ)
- ホンダ　CR-V(樹脂製ボディ)
- 三菱パジェロ･ラリースポーツ(ポリカーボネート製ボディ)

## メカニズム
- シャーシ:ABS樹脂製バスタブ･モノコック構造
- フロントサスペンション:ダブルウィッシュボーン独立懸架、コイルオーバー･オイルダンパー付
- リアサスペンション:4リンク式ライブアクスル、コイルオーバー･オイルダンパー付
- 前後タイヤ/ホイール：中空ラバー、ラグパターンを1ピースホイールに装着

(いすゞミューのローダウン仕様はラジアルタイヤ、メッキタイプのディッシュホイールが付属)
- ギアレシオ:ピニオンギア交換で2段階に変更可能
- 駆動形式:フルタイム4輪駆動
- モーター:540タイプ直流モーター
- ボディ：車種によってABS樹脂製もしくはポリカーボネート製モノコック造形
- ホイールベース：モデルにより異なる。例）アマロック：267mm[1]、ランドクルーザー40：252mm[2]、ランドフリーダー：242mm[3]